# Allylmethyltrisulfid
Allylmethyltrisulfid ist ein natürlich vorkommendes organisches Trisulfid.

## Vorkommen
Allylmethyltrisulfid kommt insbesondere in Knoblauchöl vor, der Gehalt wurde in verschiedenen Studien zu 14,5–19,2 % bzw. 12,95 % bestimmt. Im Öl des Weinberg-Lauchs (Allium vineale) beträgt der Gehalt 7,9–13,2 %. Daneben kommt die Verbindung auch noch in der Zwiebel, dem Schnittlauch und in Allium chinense vor.

## Verwendung
Allylmethyltrisulfid ist in der EU unter der FL-Nummer 12.045 als Aromastoff für Lebensmittel allgemein zugelassen.